# Der Gang in die Nacht
Der Gang in die Nacht ist ein deutsches Filmdrama von 1921, das Friedrich Wilhelm Murnau inszenierte.

## Handlung
Dr. Eigil Börne ist ein Arzt, dessen Karriere am Anfang steht. Verlobt ist er mit der jungen Helene, die er vernachlässigt. Helene leidet darunter und vertraut ihre Gefühle einem Tagebuch an. Bei einem ärztlichen Einsatz lernt Eigil die Tänzerin Lily kennen, für die er leidenschaftliche Zuneigung empfindet. Er gesteht Helene diese Gefühle und bittet, die Verlobung aufzuheben.
Eigil zieht mit Lily aufs Land, wo ihr Unterschied zu Helene deutlich wird. Sie ist albern, aber auch lebenslustig. Helene hingegen stürzt sich ins Selbstmitleid und trauert um den Verlust ihrer Liebe. Zusätzlich zu den seelischen Leiden ist sie auch körperlich erkrankt.
Als Lily sich in einen Maler verliebt, dem Eigil das Augenlicht wiedergab, verlässt sie ihn. Einige Zeit später droht der Maler erneut zu erblinden, woraufhin Lily Eigil um Hilfe bittet. Eigil ist voller Hass und sagt ihr, dass er dem kranken Maler nur helfe, wenn sie sich umbringe. Nachdem Lily sich umgebracht hat, scheint auch Eigil sich das Leben genommen zu haben.

## Kritik
Dass „Der Gang in die Nacht“ ansehbarer ist, als die Nacherzählung vermuten lässt, liegt daran, dass diese Geschichte nicht in überladenen Studiodekorationen stattfindet, sondern in Räumen, die ruhig und klar gegliedert sind und in poetisch fotografierten Landschaften. Die oft gepriesene technische Meisterschaft deutscher Photo- und Kameraarbeit führt die emotional aufgeladenen, mit tiefsitzenden Ängsten und Gefühlen verknüpften Themen aus den erstickenden Räumen, in denen sie entstanden sind, in die Weite einer Natur, in deren Elementen sich die Konflikte spiegeln können. Die Landschaft wird zur Seelenlandschaft, am deutlichsten in der zentralen Szene des Unwetters. Die Hysterie vernichtet die Grenzen zwischen innen und außen.
In der Lichtbild-Bühne Nr. 51 vom 18. Dezember 1920 ist zu lesen: „Kaum erinnere ich mich, je ein Filmwerk gesehen zu haben, das so aus der Tiefe des lebendigen Lebens schöpft, das so erschütternd wahre Menschen bringt, leibhaftige Menschen, frei von aller Pose, denen man es nicht anmerkt, daß sie letzthin nur dem Hirn eines Manuskriptdichters ihr Dasein verdanken. Einer jener ganz starken Spielfilme, von denen wir stets zu wenig haben. Alles ist hier auf das Schauspielerische gestellt; auch nicht eine einzige Szene soll durch Aufmachung, Prunk, Menschenmassen oder sonstige Äußerlichkeiten wirken. (...) Olaf Fönss gab dem Professor tiefe Menschlichkeit, Gudrun Brun-Steffensen, eine treffliche Verkörperung der zwiespältigen Natur der Tänzerin. Conrad Veidt war in der Rolle des blinden Malers in seinem Spiel einfacher als sonst und das nur zu seinem Vorteil. Erna Morena war hier zur Abwechslung einmal das sehnende, leidende Weib und sie wirkte auch so. F. W. Murnau erwies sich als ein äußerst feinfühliger Regisseur.“
Willy Haas schrieb begeistert: "Das Manuskript hat Carl Mayer verfaßt – ein Dichterwerk; nichts weniger. Die Technik des Filmes gehorcht ihm auf den Druck einer Fingerspitze. Unglaublich, wie er über Passagen wegeilt, drängend, atemlos, mit zwei Andeutungen. Wundervoll, wie er anderswo wieder zu verweilen weiß, unbesorgt, fast hartnäckig, etwa wenn die Lichter von Autos über den verregneten Asphalt einer dunklen Großstadt gleiten, oder wenn das Meer wühlt, oder wenn blaß die Sonne sich auftut."

## Restaurierung
Das Originalnegativ des Films tauchte erst nach dem Zweiten Weltkrieg wieder auf, jedoch fehlte die dritte Filmrolle und sämtliche Zwischentitel. Erst das Filmmuseum München bekam um 1980 Zugriff auf eine vollständige Kopie vom Gosfilmofond, Moskau, wo das Originalnegativ einst als Kriegsbeute lagerte, bevor die dritte Rolle verloren ging. Aber auch hier fehlten alle Zwischentitel. Enno Patalas konnte nur wenige Titel sicher benennen und fügte sie wieder in den Film ein.
2016 konnte das Filmmuseum München unter eingehenden Studien des erhaltenen Drehbuchs von Carl Mayer und zahlreicher zeitgenössischer Kritiken die Schnittfolge des Films sowie die fehlenden Zwischentitel rekonstruieren. Der Wortlaut orientiert sich am Drehbuch, das jedoch in einigen Details von Murnaus Umsetzung abweicht, und an wörtlichen Zitaten in den Kritiken. Als Grundlage der digitalen Bildrestaurierung diente das Kameranegativ, das mit Elementen der Münchner Kopie ergänzt wurde. Die wiederhergestellten Einfärbungen (Viragen) orientieren sich an den Konventionen der Zeit.
David Bordwell urteilte: "The Munich Film Museum’s team has created one of the most beautiful editions of a silent film I’ve ever seen. You look at these shots and realize that most versions of silent films are deeply unfaithful to what early audiences saw. In those days, the camera negative was usually the printing negative, so what was recorded got onto the screen. The new Munich restoration allows you to see everything in the frame, with a marvelous translucence and density of detail. Forget High Frame Rate: This is hypnotic, immersive cinema."

## Musik
Der Stummfilmpianist Richard Siedhoff komponierte 2016/17 für das Metropolis Orchester Berlin eine Musik für Kino-Orchester (Salonorchester) für den Film, die am 1. Dezember 2018 unter der Leitung von Dirigent Burkhard Götze im Zeughaus Kino Berlin uraufgeführt wurde und in der Edition Filmmuseum auch auf DVD erhältlich ist.